# Liste der Baudenkmale in Bütow
In der Liste der Baudenkmale in Bütow sind alle denkmalgeschützten Bauten der Gemeinde Bütow (Mecklenburg-Vorpommern) und ihrer Ortsteile aufgelistet. Grundlage ist die Veröffentlichung der Denkmalliste des Landkreises Mecklenburgische Seenplatte (Auszug) vom 20. Januar 2017.

## Baudenkmale nach Ortsteilen

### Bütow
| ID  | Lage         | Bezeichnung                          | Beschreibung | Bild         |
| --- | ------------ | ------------------------------------ | ------------ | ------------ |
| 101 | Friedhofsweg | Kirche mit                           |              | Kirche mit   |
| 101 |              | Kirchhofsportal                      |              |              |
| 101 |              | Feldsteinmauer                       |              |              |
| 102 | Friedhofsweg | Kriegerdenkmal 1914/1918             |              |              |
| 103 | Friedhof     | Grab und Einfassung Albert Schlöttke |              |              |
| 103 | Dorfstraße   | Grab und Einfassung Meta Klähn       |              |              |
| 104 | Gutshof 1    | Gutsanlage mit Wohnhaus,             |              |              |
| 104 | Gutshof 2,4  | Gutshaus und                         |              |              |
| 104 | Gutshof 3,5  | Hinterhaus und                       |              |              |
| 104 | Gutshof      | Pferdestall und                      |              |              |
| 104 | Gutshof      | Speicher und                         |              | Speicher und |
| 104 | Gutshof      | Kuhstall und                         |              |              |
| 104 | Gutshof      | ehem. Brotfabrik                     |              |              |

### Dambeck
| ID   | Lage                       | Bezeichnung                                           | Beschreibung | Bild                                                  |
| ---- | -------------------------- | ----------------------------------------------------- | ------------ | ----------------------------------------------------- |
| 1154 | Bahnhofstraße              | Pflasterung                                           |              |                                                       |
| 110  | Hof 3                      | Gutsanlage mit Feldsteinscheune u.                    |              |                                                       |
| 110  | Hof 4                      | Gutshaus und                                          |              |                                                       |
| 110  | Hof 5/6                    | Molkerei und                                          |              |                                                       |
| 110  | Hof 7                      | Kuhstall und                                          |              |                                                       |
| 110  | Hof 10                     | Wohnhaus (ehem. Speicher) und                         |              |                                                       |
| 110  | Hof 11                     | Brennerei und                                         |              |                                                       |
| 110  | Park                       | Park                                                  |              |                                                       |
| 111  | (Am Dambecker See) (Karte) | Kirchenruine mit                                      |              | Weitere Bilder                                        |
| 111  | (Am Dambecker See)         | Kirchhofsmauer,                                       |              | Kirchhofsmauer,                                       |
| 111  | (Am Dambecker See)         | schmiedeeisernem Tor und                              |              |                                                       |
| 111  | (Am Dambecker See)         | 3 Grabsteine der Familien von Langermann u. Erlenkamp |              | 3 Grabsteine der Familien von Langermann u. Erlenkamp |
| 112  | (Am Dambecker See)         | Kriegerdenkmal 1914/1918                              |              | Kriegerdenkmal 1914/1918                              |

### Karchow
| ID  | Lage         | Bezeichnung                                       | Beschreibung | Bild |
| --- | ------------ | ------------------------------------------------- | ------------ | ---- |
| 250 | Dorfstraße 7 | Pfarrscheune                                      |              |      |
| 251 | Friedhof     | ehem. Friedhof mit                                |              |      |
| 251 | Friedhof     | Feldsteinmauer und                                |              |      |
| 251 | Friedhof     | Portal und                                        |              |      |
| 251 | Friedhof     | 1. gusseisernem Grabkreuz                         |              |      |
| 251 | Friedhof     | 2. gusseisernem Grabkreuz                         |              |      |
| 251 | Friedhof     | Gedenkstätte für 4 Sowjetbürger                   |              |      |
| 251 | Friedhof     | und 13 Grabzeichen der Familie von Langermann und |              |      |
| 251 | Friedhof     | Glockenstuhl mit Glocke                           |              |      |

## Quelle
- Karte der Baudenkmale im Geoportal des Landkreises